# امین شجاعیان
امین شجاعیان (زادهٔ ۲۷ ژوئن ۱۹۸۸) یک بازیکن فوتبال اهل ایران است..